# Гомм, Арнольд Уикомб
Арнольд Уикомб Гомм (англ. Arnold Wycombe Gomme; 16 ноября 1886 года, Лондон — 17 января 1959 года) — британский историк-эллинист. Профессор университета Глазго (1946-57), член Британской академии (1947).

## Биография
Родился в семье Лоуренса и Элис Гомм.
Учился в Тэйлоровской школе коммерции, после продолжил своё образование в кембриджском Тринити-колледже, который окончил.
Некоторое время преподавал в Ливерпульском университете.
С 1911 г. преподаватель в университете Глазго, в 1946-57 годах профессор.
В годы Первой мировой войны служил в разведке, а в годы Второй мировой войны занимал временную должность в министерстве финансов.
Награждён степенью доктора права (LLD) университета Глазго (1958).
Его сын Андор Гомм был преподавателем английской литературы и истории архитектуры в Кильском университете (Keele University).

## Труды
Главной его работой является «Исторический комментарий к Фукидиду», первый том которого был опубликован в 1945 году. Окончить эту свою работу Гомм до конца жизни не успел и последнюю пятую книгу завершили Андревес и Довер.
В другой своей работе «Население Афин в 5-4 веках до н. э.» Гомм исследовал общие проблемы народонаселения Афин в период с 5 по 4 века до н. э. Согласно его подсчётам, рабы составляли большинство населения Аттики. Однако другие учёные, занимавшиеся этим вопросом, подвергли данное заключение критике.
Рассматривая гомеровский эпос в сравнении с трудами историков 5 века до н. э., Гомм отмечал историческую достоверность эпоса в отличие от допускавшегося Геродотом и Фукидидом сознательного искажения действительности.
Среди других работ Гомма можно указать:
- Essays in Greek History and Literature. Oxford: Basil Blackwell, 1937.
- Greece. Oxford: Oxford University Press, 1945.
- The Greek Attitude to Poetry and History (Sather Classical Lectures; XXVII). Berkeley; Los Angeles: University of California Press, 1954.